# 巴赫拉姆五世

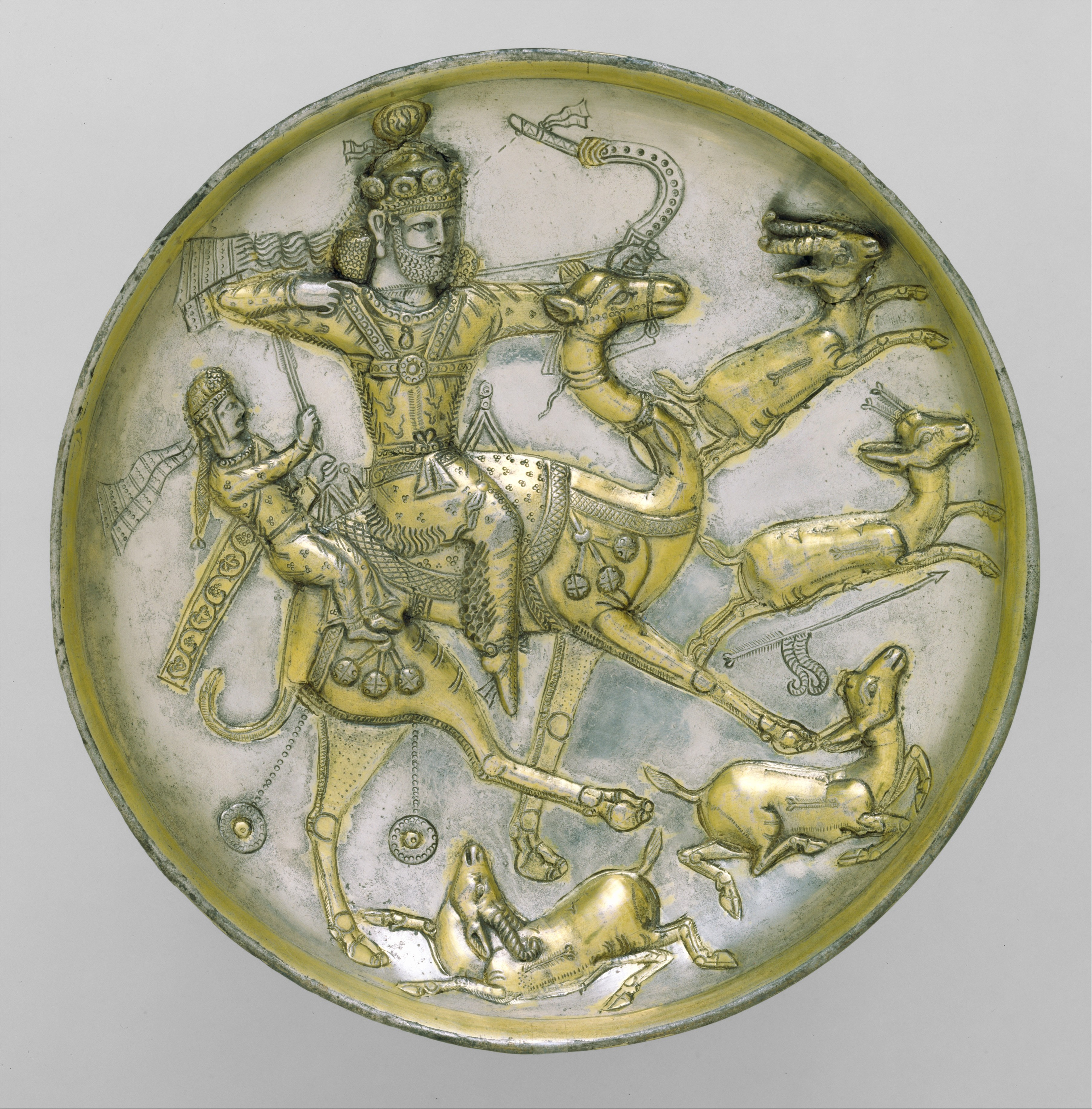
狩獵中的巴赫拉姆五世

巴赫拉姆五世（中古波斯语：𐭥𐭫𐭧𐭫𐭠𐭭），外号“野驴”（波斯語：بهرام گور，羅馬化：bacperam gor，IPA：/bæhrɒːm ɡuːr/）是萨珊王朝的波斯国王（420年/421年－438年在位）。他是伊嗣俟一世之子。在波斯文学和艺术中对他均有非常多的描述和表现。

## 生平

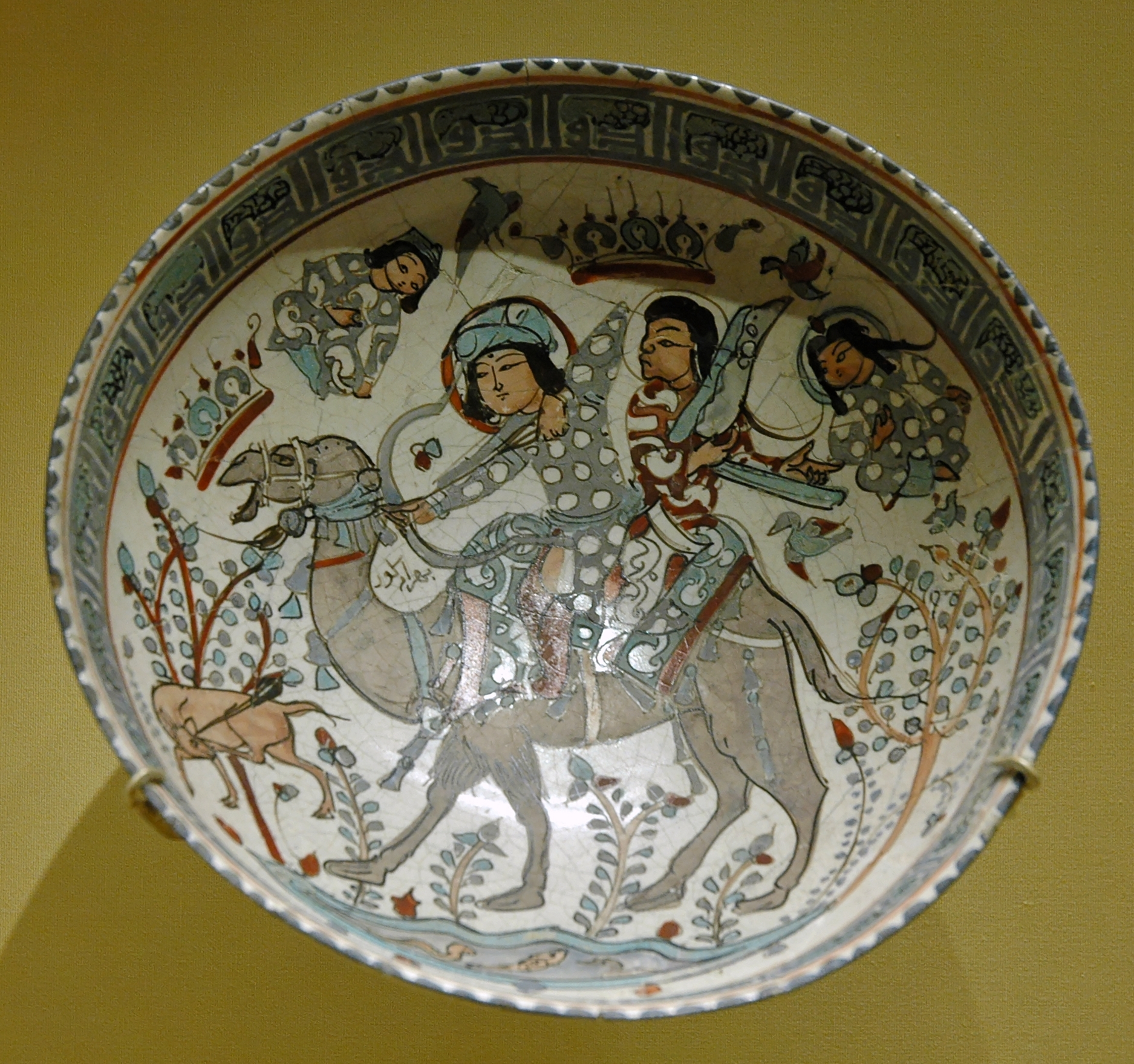
巴赫拉姆五世狩猎图，12世纪末、13世纪初

巴赫拉姆五世年轻时曾经在拉赫姆王國的宫廷里待过一段时间。他父亲伊嗣俟一世原因不明地死去后他继位。巴赫拉姆五世当时面临着多重困难，尤其是宫廷里的贵族势力强大，多次与他父亲发生冲突，同时琐罗亚斯德教的祭司的势力也非常大。他父亲对基督教相当宽容，其神秘的死有可能与宫廷贵族有关。
宫廷贵族甚至打算防止他们所仇恨的伊嗣俟一世的儿子继位（伊嗣俟一世的长子沙普爾四世被谋杀），他们一开始希望一个萨珊王朝的旁支的亲王霍斯勞登基，而这位亲王一开始也确实登基了，但是在拉赫姆王國的帮助下巴赫拉姆五世推翻了篡位者，不过他也不得不向宫廷贵族妥协。随着时间的发展他逐渐巩固了他的地位，成为一位非常重要的统治者。后来他的生平充满了传奇。
他任用其父亲的亲信管理事务，同时他大力支持艺术。他最喜欢的爱好是打猎，他的外号就是由此来的。巴赫拉姆五世很有骑士风度，在国民中很受欢迎，同时他在战争中也很成功：427年他战胜了嚈噠人（白匈奴），阻止了嚈噠人向西亚的推进。在这场战争中他获得了许多战利品，其中许多被他奉献给清真寺了。
早在420年/421年在伊嗣俟一世统治时期在西方就已经由于关于亚美尼亚的争执以及由于波斯的基督徒与琐罗亚斯德教信徒之间的不和爆发了波斯与东罗马帝国之间的战争。东罗马帝国的摄政普爾喀麗亞可能还试图对波斯的琐罗亚斯德教信徒发动宗教战争，不过最重要的西方文献来源，教会史学家苏格拉底，并未东罗马发动战争的纪录。巴赫拉姆五世登基后亲征，波斯军队向美索不达米亚进发，与此同时罗马军队围攻尼西比斯。在一开始的两场战役中罗马军队获胜，但此后由于其它战场的需要，罗马不得不撤出部分部队。巴赫拉姆五世的阿拉伯同盟（拉赫姆王國）对安条克的进攻也失败。422年这场战争告终。居住在罗马帝国的（少数）琐罗亚斯德教信徒与居住在波斯的（许多）基督徒可以保持他们的信仰。东罗马还向波斯付款，作为波斯承担加固高加索山脉山口低档匈奴的代价。此外双方可能还达成不在双方共同的边界上加设新堡垒的协议。
438年秋（或439年初）巴赫拉姆五世逝世（据一些报道在打猎时），其子伊嗣俟二世继位。泰伯里是关于他的统治的重要文献。